# Pietà (Szent Péter-bazilika)
A Pietà több kisebb mű után az első alkotás, amely a 24 esztendős Michelangelo Buonarroti számára meghozta a hírnevet. A francia Jean Bilhères de Lagraulas bíboros megrendelésére készült 1499-ben. Eredetileg a francia királyok által patronált Szent Petronilla-kápolnát ékesítette. A szoborcsoport, amint olasz címe a „Pietà” (magyar fordításban a „Fájdalmas anya”) mutatja, azt a jelenetet ábrázolja, amikor Mária a keresztről levett Jézust gyászolja. A szobor a római Szent Péter-bazilika egyik oldalkápolnájában látható.

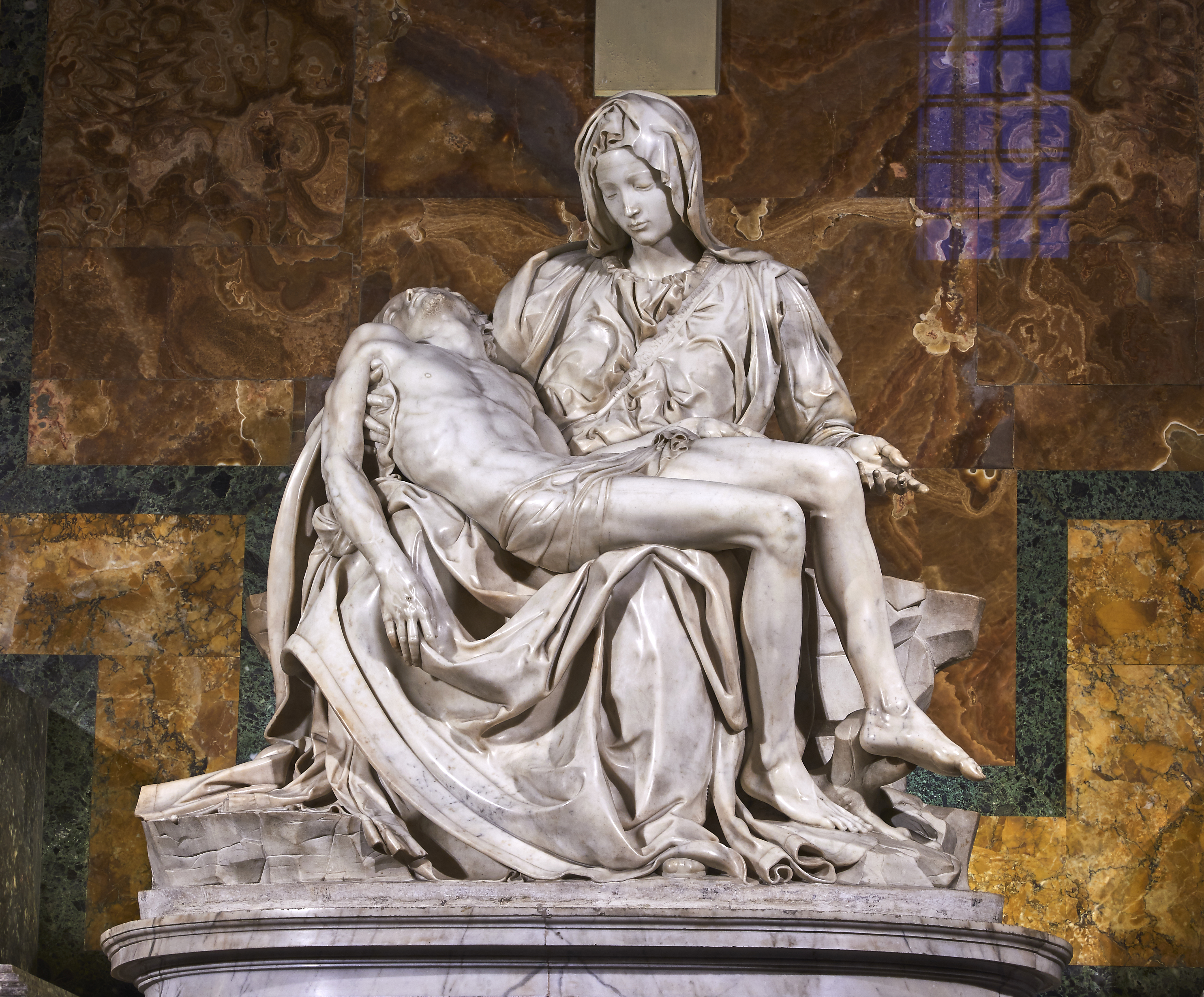
A Pietà elölnézetből

## A szobor környezete
A Szent Péter-bazilikába való belépéskor jobbra tekintve azonnal a látogató szemébe ötlik a mű a bazilika bejárati oldalának jobb oldali oldalkápolnájában. Ebben az oldalkápolnában zajlik a pápa szertartásos átöltöztetése a pápai misék során.

## Vandáltámadás a szobor ellen
1972. május 21-én egy zavart elméjű ausztráliai geológus, a magyar származású Tóth László kalapáccsal támadt a szoborra. Néhány csapással letörte Mária bal kezét, valamint az orra és az egyik szemhéja egy darabját. A szobrot a helyreállítása óta törhetetlen üvegfal védi.